# Лексер, Эрих
Эрих Лексер (22 мая 1867, Фрайбург-им-Брайсгау — 4 декабря 1937, Берлин) — немецкий хирург и университетский преподаватель. Вместе с Ойгеном Холландером (1867—1932) и Жаком Жозефом (1865—1934) он считается пионером пластической хирургии.

## Биография
Он изучал медицину в Вюрцбургском университете, окончив его в 1892 году, затем работал ассистентом Фридриха Зигмунда Меркеля в Гёттингене (1891) и Эрнста фон Бергманна в Берлине (с 1892). Позже он был профессором хирургии в Университете Альбертины в Кёнигсберге (1905—1910), Йенском университете имени Фридриха Шиллера (1910—1919) и Фрайбургском университете имени Альберта и Людвига (1919—1928). В 1928 году он сменил Фердинанда Зауэрбруха в университетской клинике Мюнхена (1928—1936). С 1923 года был председателем Германского хирургического общества, с 1931 года — его почётным членом.
Его помнят за то, что он внедрил хирургические методы, связанные с общей (работы по гнойной хирургической инфекции и остеомиелиту), пластической и косметической хирургией: разработки новых методов проведения хирургических операций (например, метод закрытия культи аппендикса, названный в его честь — способ Лексера, метод пластики пищевода из тонкой кишки, и т. д.). Провёл ряд операций в области транспланталогии (в частности, в 1907 году впервые осуществил успешную аллотрансплантацию сустава). Ему приписывают новаторское исследование операции по подтяжке лба как средства уменьшения признаков старения в верхней части лица. В 1921 году он впервые применил метод маммопластической хирургии, процедуру, которая позже стала популярной в 1950-х годах. Лексер также считается первым врачом, выступившим за подкожную мастэктомию для лечения фиброзно-кистозной болезни молочной железы.
Сегодня клиника эстетико-пластической хирургии имени Эриха Лексера при медицинском центре Фрайбурга названа в его честь.

## Опубликованные работы
Часть работ посвящена сосудистой хирургии (аневризмам артерий и т. д.), проблемам трансплантации тканей (например, рекомендовал использовать костный трансплантат для фиксации обломков кости при переломах — «шинирование костей»). Автор популярного учебника по общей хирургии «Lehrbuch der allgemeinen Chirurgie». Впервые опубликованный в 1904 году, он выдержал более 20 изданий, а также был переведён на английский язык. Другие работы Лексера включают:
- Die Ätiologie und Die Mikro-organismen Der Akuten Osteomyelitis, 1897
- Untersuchungen über Knochenarterien, 1904.
- Die freien Transplantationen, 1924.
- Die gesamte Wiederherstellungschirurgie, 1931.